# 特定健診・特定保健指導
特定健診・特定保健指導（とくていけんしん・とくていほけんしどう）とは、2008年4月より始まった、40歳〜74歳までの公的医療保険（国民健康保険や後期高齢者医療制度）加入者全員を対象とした保健制度である（高齢者の医療の確保に関する法律第18条、国民健康保険法第82条）。正式には「特定健康診査・特定保健指導」という。一般にはメタボ健診といわれており、健診の項目は、特定健康診査及び特定保健指導の実施に関する基準（平成19年厚生労働省令第157号第1条）に規定されている。
なお、労働安全衛生法による健康診断（事業者検診）は特定健診に優先して実施義務があり、事業者検診の結果を提出することで特定健診を実施したとみなされる。その場合は扶養家族などが特定健診を受けることとなる。

## 根拠法
第二十条　保険者は、特定健康診査等実施計画に基づき、厚生労働省令で定めるところにより、四十歳以上の加入者に対し、特定健康診査を行うものとする。ただし、加入者が特定健康診査に相当する健康診査を受け、その結果を証明する書面の提出を受けたとき、又は第二十六条第二項の規定により特定健康診査に関する記録の送付を受けたときは、この限りでない。
第二十一条　保険者は、加入者が、労働安全衛生法（昭和四十七年法律第五十七号）その他の法令に基づき行われる特定健康診査に相当する健康診断を受けた場合又は受けることができる場合は、厚生労働省令で定めるところにより、前条の特定健康診査の全部又は一部を行つたものとする。
第二十四条　保険者は、特定健康診査等実施計画に基づき、厚生労働省令で定めるところにより、特定保健指導を行うものとする。
—高齢者の医療の確保に関する法律
なお、受診率や保健指導実施率（2008年→2012年度）の目標到達度によって、後期高齢者医療制度への財政負担が、保険組合や自治体に対して最大10%内で増減されるという、ペイ・フォー・パフォーマンスの試みがなされている。

## 検査内容
40歳〜74歳までの公的医療保険加入者全員が健診対象となり、まずは腹囲の測定及びBMIの算出を行い、基準値（腹囲：男性85cm、女性90cm / BMI：25）以上の人はさらに血糖、脂質（中性脂肪及びHDLコレステロール）、血圧、喫煙習慣の有無から危険度によりクラス分され、クラスに合った保健指導（積極的支援/動機付け支援）を受けることになる。

## 意義
- メタボリックシンドロームが、生活習慣病の大きな一因となっているという学説に基づき、内臓脂肪を減らすことで生活習慣病対策、ひいては将来の医療費削減につながるだろう[注釈 1]。
- 生活習慣や運動について細かに学ぶことが出来る。
- 後期高齢者医療制度へのいわゆる「アメとムチ」によって、保険者は受診を促し、被保険者は、メタボリックシンドロームを解消する動機付けができる機会が増す。もっとも、最近では、肥満よりも、栄養不足によるやせ（フレイル）のほうが懸念されている。

## 統計
| 年         | 市町村国保 | 市町村国保 | 市町村国保 | 市町村国保 | 国保組合 | 協会けんぽ | 船員保険 | 健康保険組合 | 健康保険組合 | 健康保険組合 | 共済組合 |
| 年         | 全体       | 大         | 中         | 小         | 国保組合 | 協会けんぽ | 船員保険 | 全体         | 総合         | 単一         | 共済組合 |
| ---------- | ---------- | ---------- | ---------- | ---------- | -------- | ---------- | -------- | ------------ | ------------ | ------------ | -------- |
| 平成26年度 | 35.3%      | 29.1%      | 36.8%      | 40.8%      | 45.5%    | 43.4%      | 40.9%    | 72.5%        | 68.5%        | 74.7%        | 74.2%    |
| 平成25年度 | 34.2%      | 27.9%      | 35.7%      | 39.9%      | 44.0%    | 42.6%      | 40.1%    | 71.8%        | 67.6%        | 74.1%        | 73.7%    |

## 疑問点
- 特定健診の基準は適切か。

日本人成人男性の腹囲の平均は85cm前後となっており、多くの人が腹囲の基準で引っかかってしまう。また、基準が厳しいとの声が医学会からも起こっている。2008年に国際基準が統一され、腹囲は基準から外れたが、日本肥満学会は対象者絞込みのため、腹囲基準を設けているとして優秀性を強調している。
メタボ基準の策定に関わった研究者の多くが、製薬会社から寄付金を受けており、公正性が確保されているのか疑問である。
- ペナルティは適切か。

受診率、保健指導実施率、目標到達度が基準を下回った場合、企業や自治体（の人々）が連帯責任を取らされる。
肥満者がいることで、企業の社会保障コストが増える恐れがあるため、雇用されにくくなったり、職場で冷遇される危惧がある。
目標到達度によるペナルティを、有限の予算内で回避するために、基準をわずかに上回る人への保健指導が優先され、大幅に上回る人が放置される恐れがある。
初年度は多くの肥満者を受診させ、年度を追う毎に受診者の肥満率を減らし続けることにより、目標到達度をコントロールできる。以下を全て満たす保険者に悪意があれば、ペナルティから逃れ易くなる。
- 受診率や指導実施率は、確実に達成可能である。
- この手法を用いるために、必要な情報を利用できる。
- 受診対象としない人からの疑問に対し、「予算オーバーする」などと堂々と説明でき、口外される恐れが極めて低い。

- 実施主体の保険者への変更は適切か。

従来、扶養家族や事業者健診を実施していない中小企業の従業員などは、自らの意思のみで自治体健診を受診できた。しかし、制度変更により、保険者及び雇用者の意思を伴わなければ、受診できなくなった。
加えて、従来無償で受けられた健康診断が、制度変更後は有償となった場合もある。
これらは結果的に、受診率の向上を目指すとされる、厚生労働省の目論見と矛盾していると言えよう。
- 保健指導、治療、投薬等で逆に医療費を増やすことに繋がらないか。
- 心筋梗塞などの心血管イベント発症の高リスク肥満者の拾い上げには成功しているが、非肥満者でリスクが高い群に対する取り組みが不十分であると指摘されている[7]。